# کارل براند
کارل براند (انگلیسی: Karl Brand؛ زادهٔ ۳۰ ژانویهٔ ۱۹۴۱) دوچرخه‌سوار اهل سوئیس است.